# 龐達粉蝨
龐達粉蝨（学名：Paraleyrodes bondari）为粉蝨科巢粉蝨屬下的一个种。